# Инч (Клэр)
Инч (англ. Inch; ирл. An Inse) — деревня в Ирландии, находится в графстве Клэр (провинция Манстер).